# Saad Al Shammari
Saad Sattam Saud Al Shammari (arabe : سعد سطام سعود الشمري) (né le 6 août 1980 à Rafha en Arabie saoudite) est un joueur de football international qatarien, qui évolue au poste de défenseur.

## Biographie

### Carrière en sélection
Avec l'équipe du Qatar, il joue 65 matchs (pour 6 buts inscrits) entre 2000 et 2010.
Il figure dans le groupe des sélectionnés lors des coupes d'Asie des nations de 2000, de 2004 et de 2007. Il atteint les quarts de finale de cette compétition en 2000.
Il joue également 21 matchs comptant pour les tours préliminaires de la coupe du monde, lors des éditions 2002, 2006 et 2010.

## Palmarès
| Al Gharafa \| - Championnat du Qatar (7) : - Champion : 1991-92, 1997-98, 2001-02, 2004-05, 2007-08, 2008-09 et 2009-10. - Vice-champion : 1998-99, 2002-03, 2006-07 et 2010-11. - Coupe du Qatar (6) : - Vainqueur : 1994-95, 1995-96, 1996-97, 1997-98, 2001-02 et 2008-09. - Finaliste : 1998-99, 2005-06, 2007-08 et 2010-11. \| \| - Coupe crown prince (3) : - Vainqueur : 2000, 2010 et 2011. - Finaliste : 1999, 2002, 2003, 2005 et 2008. - Coupe Sheikh Jassem (2) : - Vainqueur : 2005 et 2007. - Coupe arabe des vainqueurs de coupes (1) : - Vainqueur : 1999. \| |  | Al Jaish - Coupe du Qatar (1) : - Vainqueur : 2012-13. |
| - Championnat du Qatar (7) : - Champion : 1991-92, 1997-98, 2001-02, 2004-05, 2007-08, 2008-09 et 2009-10. - Vice-champion : 1998-99, 2002-03, 2006-07 et 2010-11. - Coupe du Qatar (6) : - Vainqueur : 1994-95, 1995-96, 1996-97, 1997-98, 2001-02 et 2008-09. - Finaliste : 1998-99, 2005-06, 2007-08 et 2010-11. |  | - Coupe crown prince (3) : - Vainqueur : 2000, 2010 et 2011. - Finaliste : 1999, 2002, 2003, 2005 et 2008. - Coupe Sheikh Jassem (2) : - Vainqueur : 2005 et 2007. - Coupe arabe des vainqueurs de coupes (1) : - Vainqueur : 1999. |